# Linurgus olivaceus
El canario oropéndola (Linurgus olivaceus) es una especie de ave paseriforme de la familia Fringillidae propia del África tropical. Es el único miembro del género Linurgus.

## Distribución y hábitat

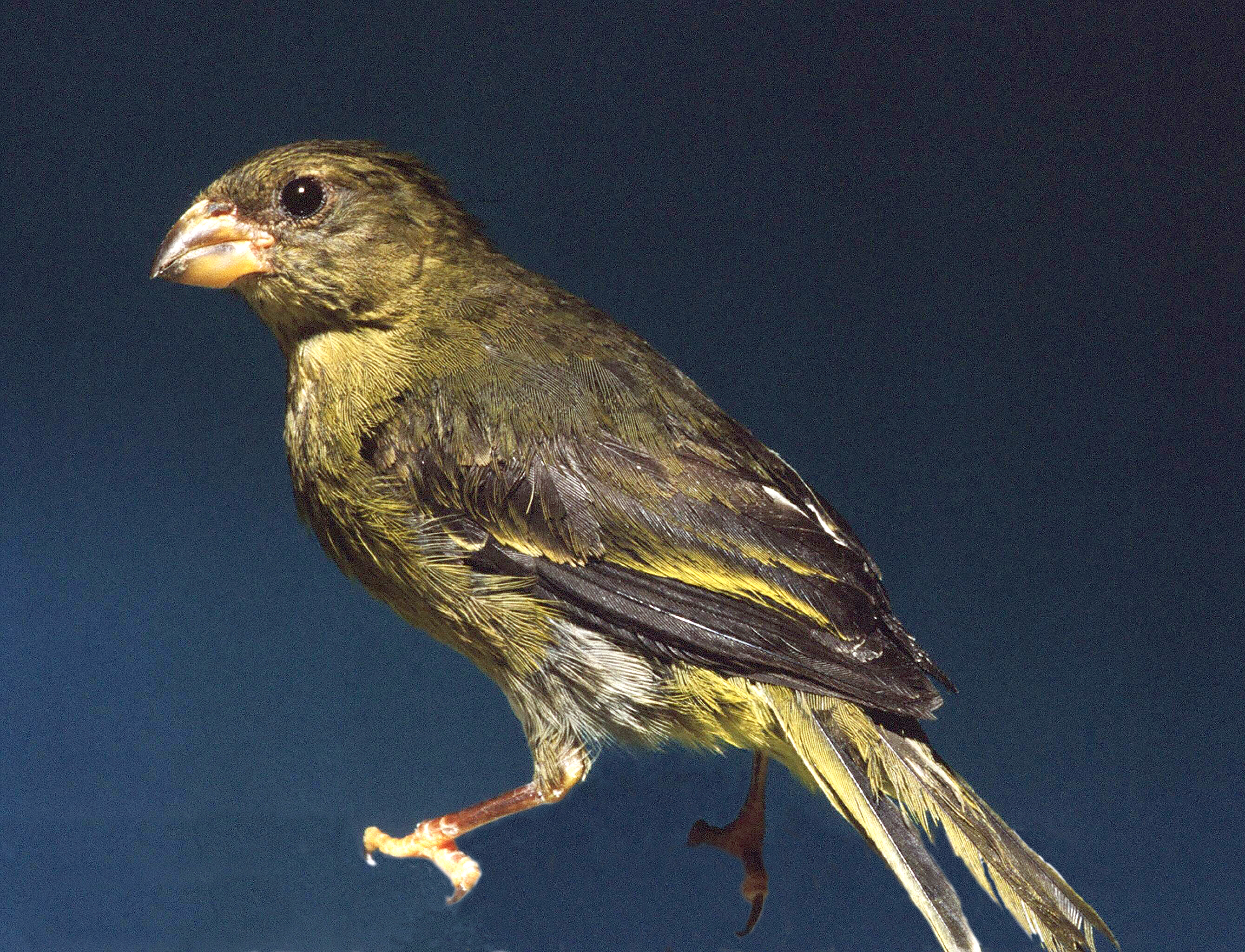
Hembra.

Se encuentra en poblaciones disjuntas en las montañas del golfo de Guinea y la región de los Grandes Lagos de África, distribuido por los bosques húmedos tropicales montanos de Burundi, Camerún, Congo, Guinea Ecuatorial, Kenia, Malaui, Nigeria, Ruanda, Sudán del Sur, Tanzania y Uganda.

## Filogenia
Linurgus olivaceus ha sido identificado como uno de los canarios de aparición más antigua en la Tierra.